# Toralf Heimdal
Thoralf Heimdal (* 17. Oktober 1969) ist ein norwegischer Skilangläufer und Politiker der Senterpartiet (Sp).

## Sportkarriere

### Werdegang
Heimdal, der für Dølaski startet, lief im März 2000 in Lahti sein erstes Weltcuprennen, das er auf dem neunten Platz im Sprint beendete. In der Saison 2000/01 erreichte er nach Platz 84 in Beitostølen über 15 km klassisch, in Oslo mit dem zweiten Platz im Sprint seine einzige Podestplatzierung im Weltcup. In der folgenden Saison kam er mit Platz sieben im Sprint in Stockholm erneut unter den ersten Zehn und absolvierte im März 2002 in Oslo sein sechstes und damit letztes Weltcuprennen, das er auf dem 16. Platz im Sprint beendete. Zudem nimmt er an Skimarathonrennen teil. Dabei gewann er achtmal das Reistadløpet (1994, 1996, 2000, 2002, 2003, 2005, 2006, 2008).

### Weltcup-Gesamtplatzierungen
| Saison    | Gesamt | Gesamt | Sprint | Sprint |
| Saison    | Punkte | Platz  | Punkte | Platz  |
| --------- | ------ | ------ | ------ | ------ |
| 1999/2000 | 29     | 75.    | 29     | 42.    |
| 2000/01   | 80     | 54.    | 80     | 25.    |
| 2001/02   | 63     | 59.    | 63     | 27.    |

## Lokalpolitik
Nach der Kommunalwahl 2015 wurde er zum Bürgermeister der Kommune Bardu gewählt. Bei der Fylkestingswahl 2023 zog er in das Fylkesting von Troms ein.